# Kungsportsbron

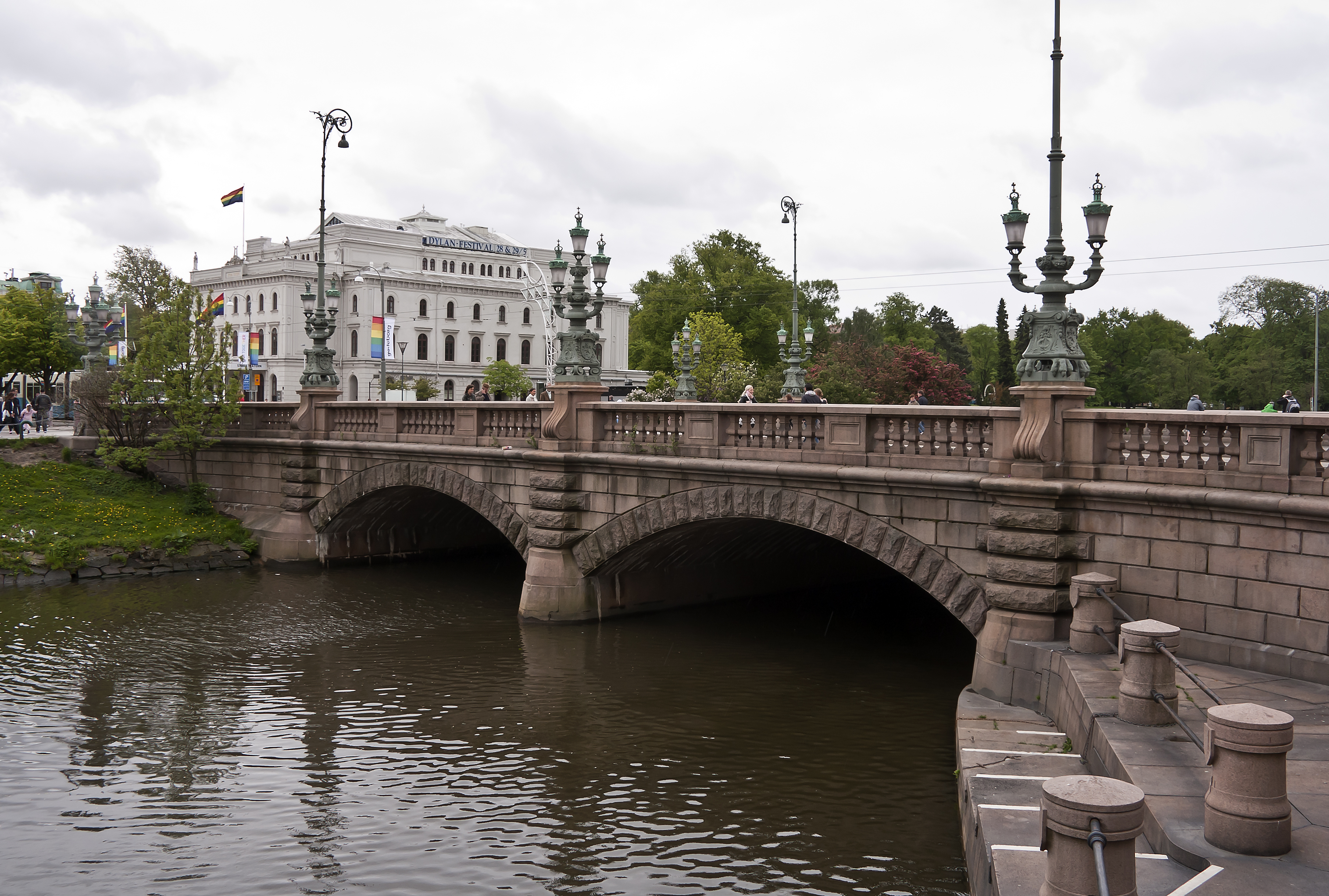
Kungsportsbron med Stora Teatern i bakgrunden.

Kungsportsbron är en bro över vallgraven i centrala Göteborg, som förbinder Kungsportsavenyen med Kungsportsplatsen. Bron har sitt namn efter Kungsporten, en stadsport som revs 1836-1839. Den ritades av arkitekten Eugen Thorburn i italiensk renässansstil, öppnades för trafik den 23 juli 1901 och invigdes den 14 augusti samma år av kung Oscar II.

## Historia
De första broarna på platsen var av trä, och försedda med vindbrygga. På 1600- och 1700-talen var Göteborg en stark fästning. Göteborgs befästningar bestod av ett flertal bastioner, kurtinmurar och raveliner i och innanför vallgraven. Dessa befästningar revs i början av 1800-talet, men vallgraven behölls och behövde broar. I vallraseringskontraktet 1807 omnämns bron som "Trädbron." År 1810 började man anlägga en välvd stenbro som stod klar 1811 och fick namnet Gamleportsbron eller Chausséebryggan. Efter det att Stora Teatern invigts den 15 september 1859, döptes bron om till Teaterbron.

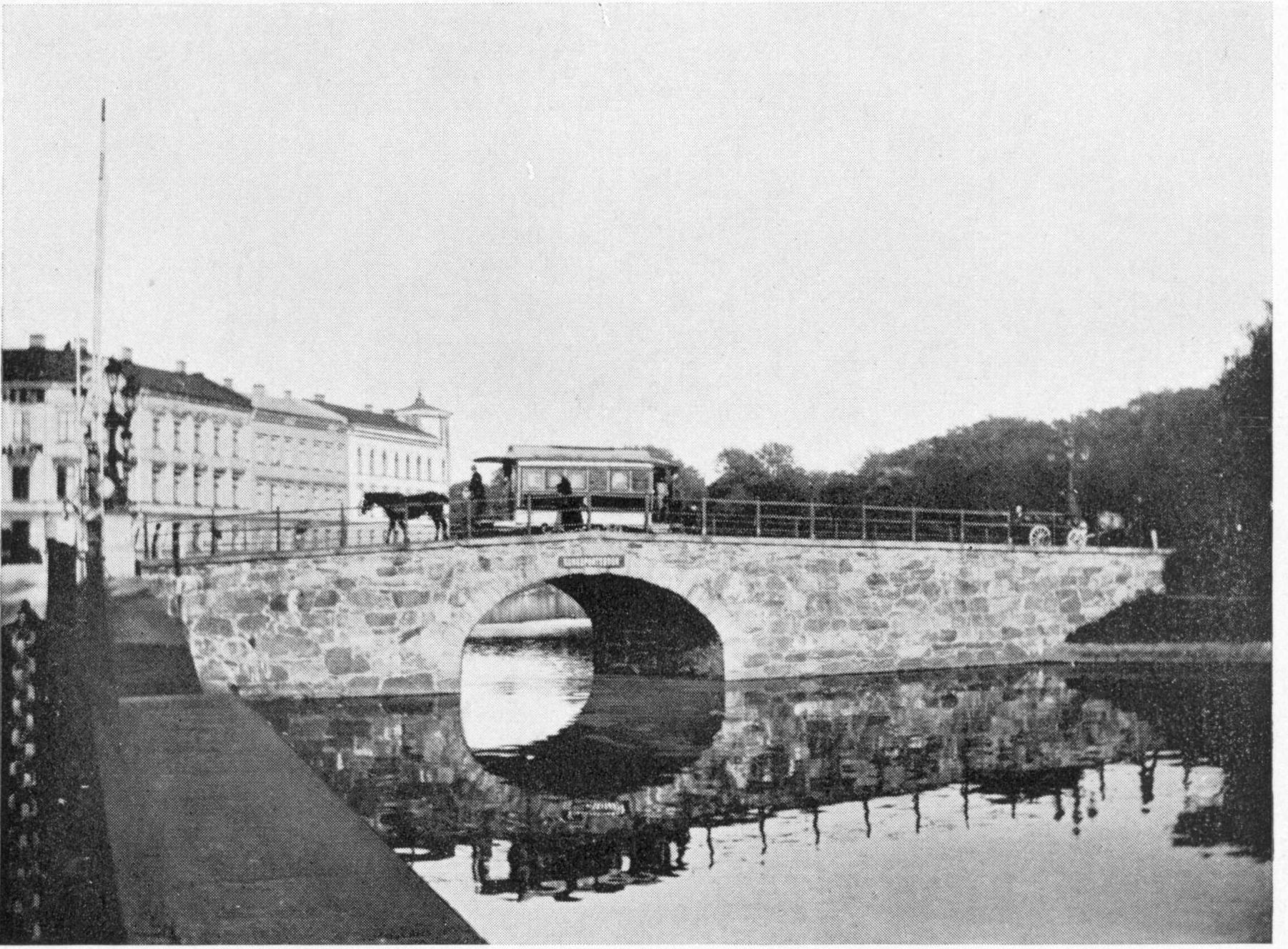
Kungsportsbron i slutet av 1890-talet, eller Teaterbron, som den kallades då. Denna bro revs 1898.

På 1890-talet hade bron tjänat ut, och 1898 startade rivningen av Teaterbron och byggandet av den nya inleddes. Efter tre år och med en arbetsstyrka på 150 man, stod bron klar i augusti 1901. Den hade då kostat 320 000 kronor.  
Bron ritades av Eugen Thorburn i italiensk renässansstil. Den har två valv och breda balustrader av bohuslänsk granit, är 45 meter lång och 23 meter bred. De stora kandelabrarna upplyste ursprungligen bron med gasljus, men ersattes senare med el, troligen under sent 1950-tal. Valven är i segmentbågeform och skyddsräcket dekorerat med balusterdockor och gatubelysning är utformade som kandelabrar med ingjutna ornament. Gjuteriarbetet utfördes av Göteborgs Mekaniska Verkstad (som senare blev Götaverken). Kung Oscar II klippte banden i sällskap med landshövding Gustaf Lagerbring och köpmannen Pontus Fürstenberg.
I samband med invigningen den 14 augusti 1901 skrev Svenska Dagbladet om bron: "Såsom af ritningen synes är bron utförd i någon italiensk renässans, väl harmonierande med åtskilliga af stadens monumenta byggnader. Vid de norra landfästena äro anordnade nedgångar till plattformar, avsedda till landstigningsplatser för båtfarande, en anordning hvarigenom hela byggnadsverket vunnit i skönhet. Bron kommer att upplysas af såväl gas som elektricitet från synnerligen vackra kandelabrar."

## Rivning
Göteborgs-Posten rapporterade i april 2025 att bron behöver rivas. Stadsmiljöförvaltningen i Göteborgs stad uppskattar att planering, rivning, och bygget av en ny bro kommer ta ungefär tio år. Enligt Håkan Emqvist på förvaltningen är anledningen att brons konstruktion och grundläggning är gammal, och att livslängden passerat. Enligt Sveriges Radio kommer trafikpåverkan att ske, men en tillfällig bro för fotgängare och cyklister kommer att sättas upp. Arbetet har ännu inget startdatum då utredningen inte är klar.